# Leucania designata
Leucania designata là một loài bướm đêm trong họ Noctuidae.